# Jugsalai
Jugsalai è una suddivisione dell'India, classificata come municipality, di 46.061 abitanti, situata nel distretto del Singhbhum Orientale, nello stato federato del Jharkhand. In base al numero di abitanti la città rientra nella classe III (da 20.000 a 49.999 persone).

## Geografia fisica
La città è situata a 22° 46' 0 N e 86° 10' 60 E e ha un'altitudine di 139 m s.l.m..

## Società

### Evoluzione demografica
Al censimento del 2001 la popolazione di Jugsalai assommava a 46.061 persone, delle quali 24.028 maschi e 22.033 femmine. I bambini di età inferiore o uguale ai sei anni assommavano a 6.217, dei quali 3.222 maschi e 2.995 femmine. Infine, coloro che erano in grado di saper almeno leggere e scrivere erano 33.105, dei quali 18.392 maschi e 14.713 femmine.